# USS Henry L. Stimson (SSBN-655)
Pour les articles homonymes, voir Stimson.
L'USS Henry L. Stimson (SSBN-655) était un sous-marin nucléaire lanceur d'engins de la classe Benjamin Franklin de l'United States Navy en service de 1966 à 1993.
Il porte le nom de Henry Lewis Stimson, 45e secrétaire à la Guerre des États-Unis.

## Construction
Le contrat pour la construction du Henry L. Stimson fut accordé le 29 juillet 1963 et sa quille posée le 4 avril 1964 par la division Electric Boat de General Dynamics à Groton, dans le Connecticut.
Il fut lancé le 13 novembre 1965 sous le parrainage de Grace Murphy Dodd, épouse du sénateur du Connecticut Thomas J. Dodd. Sa mise en service eut lieu le 20 août 1966 avec pour commandant de l'équipage bleu le capitaine Richard E. Jorthberg et pour l'équipage gold le commander Robert H. Weeks.

## Carrière
Après ses essais en mer, le Henry L. Stimson fut affecté au Submarine Squadron 16, quittant Charleston pou sa première patrouille le 23 février 1967.
Il appartenait au groupe des 41 for Freedom.

## Fin de service
Le Henry L. Stimson fut retiré du service et rayé du Naval Vessel Register le même jour, le 5 mai 1993. Son recyclage via le programme de recyclage des sous-marins nucléaires prit fin le 12 août 1994.